# Mühlthal (Straßlach-Dingharting)
Mühlthal ist ein Ortsteil der Gemeinde Straßlach-Dingharting im oberbayerischen Landkreis München. 

## Geographie
Die Siedlung Mühlthal liegt am Mühltalkanal.

## Baudenkmäler
Siehe auch: Liste der Baudenkmäler in Mühlthal
- Katholische Kapelle St. Ulrich
- Wasserkraftwerk Mühltal
- Gasthaus zur Mühle